# Clermontia arborescens
Clermontia arborescens är en klockväxtart som först beskrevs av Horace Mann, och fick sitt nu gällande namn av Wilhelm B. Hillebrand. Clermontia arborescens ingår i släktet Clermontia, och familjen klockväxter.

## Underarter
Arten delas in i följande underarter:
- C. a. arborescens
- C. a. waihiae
- C. a. waikoluensis